# 德雷斯巴赫 (明尼蘇達州)
德雷斯巴赫（英語：Dresbach）是位於美國明尼蘇達州威諾納縣德雷斯巴赫鎮區的一個普查規定居民點。

## 歷史
德雷斯巴赫的郵局自1858年營運至今。此地得名自當地的建立者喬治·B·德雷斯巴赫，曾於1864年至1866年間被稱為舍伍德（Sherwood）。

## 人口
根據2020年美國人口普查的數據，德雷斯巴赫的面積為2.82平方千米，當中陸地面積為2.45平方千米，而水域面積為0.37平方千米。當地共有人口272人，而人口密度為每平方千米96.45人。